# Albert Lax
Albert Theodor Lax (* 11. September 1910 in Kleve; † 16. März 1997 in Simmern/Hunsrück) war ein deutscher Pädagoge und Regionalpolitiker. Er amtierte von 1975 bis 1977 als Bürgermeister der Stadt Simmern/Hunsrück.

## Leben und Tätigkeit

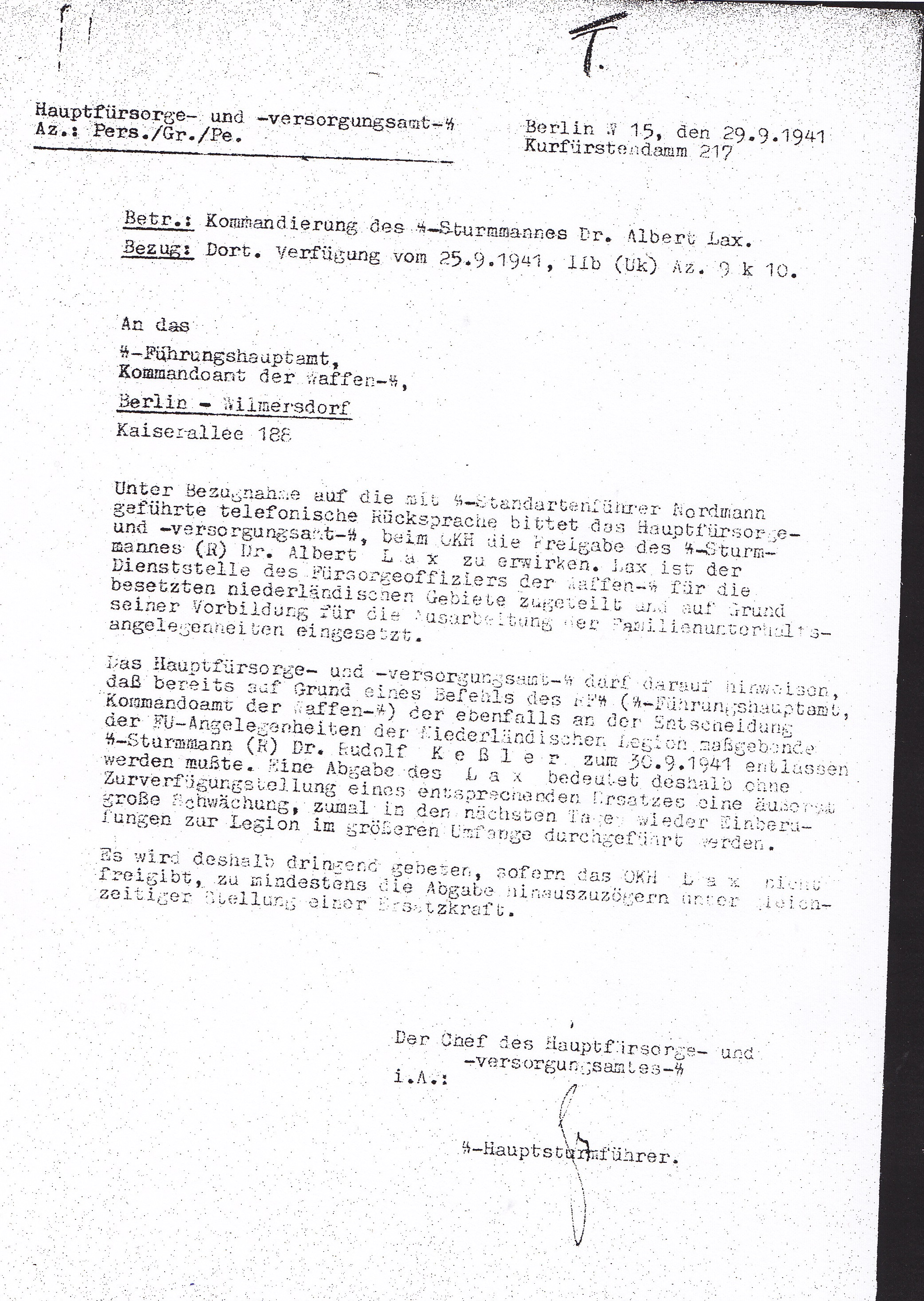
Schreiben im Zusammenhang mit Laxs Entlassung aus der Waffen-SS.

Lax war ein Sohn des Heinrich Lax und seiner Ehefrau Klara, geb. Dellemann. Nach dem Besuch der Volksschule und der Höheren Landwirtschaftsschule in Kleve besuchte er von Ostern 1924 bis Februar 1932 das Gymnasium in derselben Stadt, das er mit dem Abitur verließ.
Von 1932 bis 1933 arbeitete Lax bei der Firma XOX-Biskuit-Fabrik GmbH in Kleve. Anschließend studierte er von Ostern 1933 bis Sommer 1936 Wirtschaftswissenschaften an der Johann Wolfgang Goethe-Universität in Frankfurt am Main. Das Sommersemester 1934 verbrachte er an der Handelshochschule in Königsberg. Er beendete sein Studium im Juni 1936 mit dem Bestehen der Diplom-Handelslehrer-Prüfung.
Nach dem Machtantritt der Nationalsozialisten im Frühjahr 1933 trat Lax zum 28. April 1933 in die SS ein (SS-Nummer 106.362). Er beantragte am 6. Juli 1937 die Aufnahme in die NSDAP und wurde rückwirkend zum 1. Mai desselben Jahres aufgenommen (Mitgliedsnummer 4.371.436).
Vom Sommer 1936 bis zum Oktober 1937 war Lax Schulleiter an der kaufmännischen Privatschule in Schlüchtern bei Kassel. 1938 promovierte er an der Frankfurter Universität mit einer Arbeit über Nachwuchsführung, Berufsbildung und Begabtenlenkung zum Doktor der Wirtschafts- und Sozialwissenschaften (Tag der mündlichen Prüfung 15. Oktober 1938).
In den folgenden Jahren arbeitete Lax in der Geschäftsführung der Industrieabteilung der Wirtschaftskammer Hessen in Darmstadt. Im Zweiten Weltkrieg bearbeitete Lax 1941 als Angehöriger der Waffen-SS bei der Dienststelle des Fürsorgeoffiziers der Waffen-SS für die deutsch besetzten Niederlande Familienunterhaltsangelegenheiten. Nach seiner Entlassung aus dem Hauptfürsorge- und Versorgungsamt SS am 30. November 1941 stand er im Kriegsverwaltungsdienst, zuletzt als Kriegsverwaltungsrat.
In der Nachkriegszeit war Lax Mitbegründer und Teilhaber eines Wirtschaftsbüros in Bendorf-Sayn. In den 1950er Jahren gründete er zwei private Handelsschulen: 1950 in Montabaur und 1953 in Bingen am Rhein.
1963 trat Lax in den staatlichen Schuldienst ein. In der Folge wurde er an der von ihm mitbegründeten Handelsschule in Simmern verwendet: 1964 avancierte er dort zum stellvertretenden und 1969 zum ersten Schulleiter. Zum 31. Januar 1976 wurde er pensioniert. Anschließend war er am Aufbau des Telekollegs Wirtschaft beteiligt.
1975 wurde Lax als Nachfolger von Kurt Schöllhammer zum Bürgermeister der Stadt Simmern gewählt. 1977 trat er aus gesundheitlichen Gründen zurück. Später war er in der Senioren-Union der CDU aktiv.
Lax war verheiratet mit Berta, geborene Grübel.

## Schriften
- Nachwuchsführung, Berufsbildung und Begabtenlenkung – ein Beitrag zur Leistungssteigerung in der gewerblichen Wirtschaft. Triltsch, Würzburg 1939 (Inaugural-Dissertation, August 1938).